# Les Ailes de la Mode

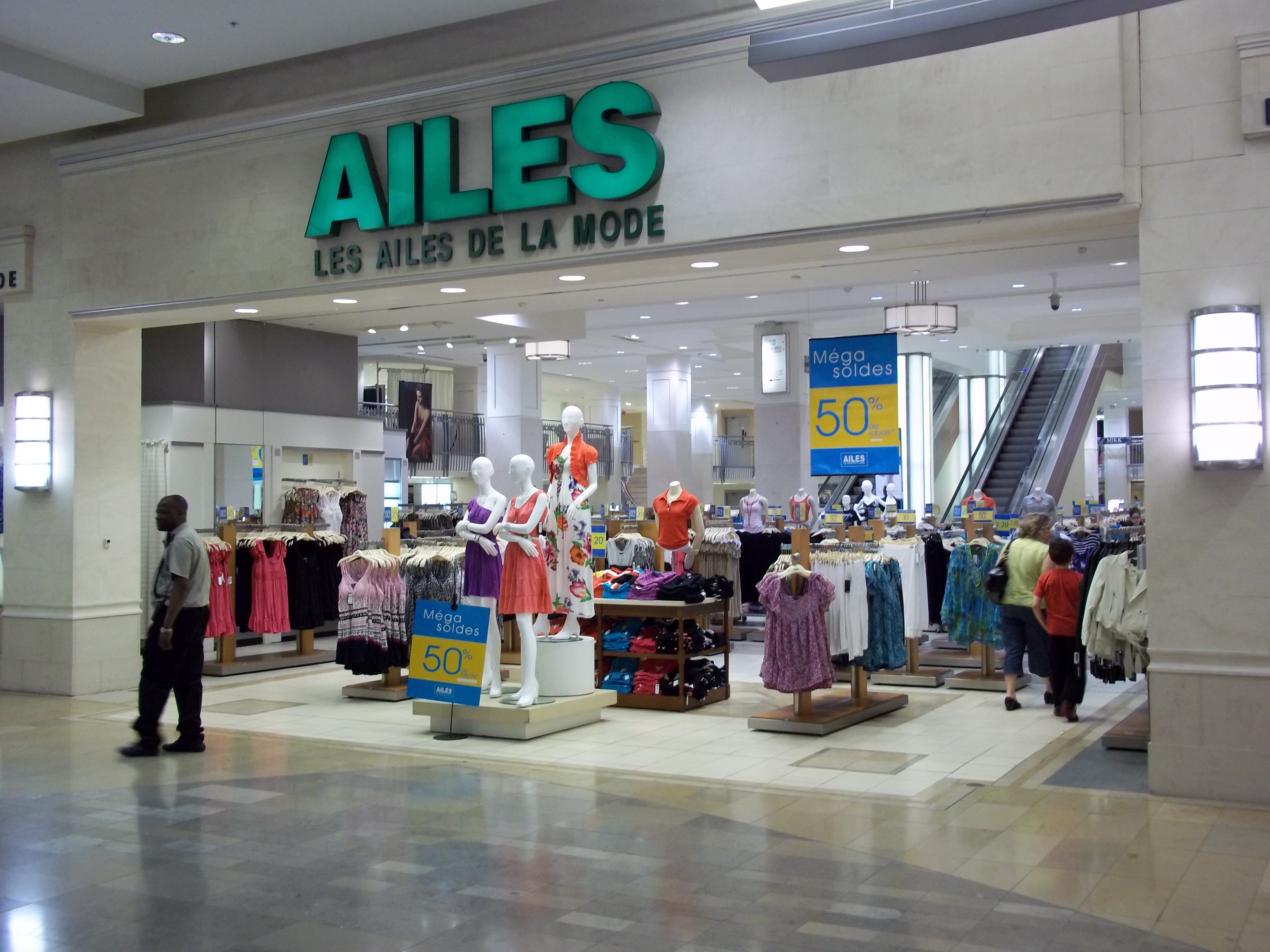
Les Ailes de la Mode au Complexe les Ailes

Les Ailes de la Mode a été une chaîne de trois grands magasins au Québec, Canada. Le groupe possède de plus petites boutiques dans des centre commerciaux régionaux nommée Les Ailes Xpress.

## Histoire
L'entreprise fut fondée en 1993[réf. nécessaire] par Paul Delage-Roberge et son épouse Camille Drouin-Labrecque,,,. Elle implanta sa première succursale au Mail Champlain de Brossard en 1993. Quelques années plus tard c'était à Place Sainte-Foy, puis au Carrefour Laval en 1996 et en 2002 au Complexe les Ailes. Elle projetait, jusqu'à sa vente à la compagnie Fairweather en août 2005, une image de raffinement, mais à la suite de son implantation au centre-ville de Montréal avec une succursale beaucoup trop grande pour le marché, elle connut des problèmes financiers. Elle devint graduellement une entreprise bas de gamme. Son image est devenue si mauvaise que de prestigieux centres commerciaux tels que le Carrefour Laval veulent l'évincer en poursuivant le groupe. En 1998, l'action des Ailes de la Mode valait 54 $. La chaîne possédait sa propre fondation, la fondation les Ailes, qui organisait des collectes de fonds pour le secteur de la santé et de l'éducation . Elle participait à des œuvres de charité et faisait tirer annuellement La maison de rêve Les Ailes. Des services tel le cirage de soulier, service de valet, registre de mariage et plusieurs autres étaient offerts dans ses boutiques.

## Marchandises
Avant ses difficultés financières, elle vendait des vêtements de marques tel Hugo Boss, Guess, Versace, G-Star, Dolce & Gabbana, Anne Klein New York, Esprit, Tommy Hilfiger, Armani, Nautica, Polo Ralph Lauren, DKNY, Diesel, Jones New York, Calvin Klein et plusieurs autres[source insuffisante]. Elle possédait des comptoirs de cosmétiques tel l'institut Clarins, Lancôme ou le comptoir Chanel. Toutes ces marques ont cessé d'être vendues[réf. nécessaire] et il n'y a plus de rayon cosmétique et parfum.

## Succursales
- Complexe les Ailes, Montréal.[fermeture mai 2016]
- Carrefour Laval, Laval. [fermeture 20 février 2011]
- Mail Champlain, Brossard. [Déménage dans un local plus petit à l'été 2017 et change de nom pour G.L.A.M. (Groupe Les Ailes de la Mode)]
- Place Sainte-Foy, Sainte-Foy. [fermeture février 2015]

### Succursale du centre-ville de Montréal
La succursale du Centre-ville de Montréal fut la plus grande de toute la chaîne lors de son inauguration le 7 août 2002 dans l'ancien magasin Eaton transformé en un centre commercial qui porte son nom (Complexe les Ailes). Le grand magasin occupait 223 000 pi2 (20 717 m2) répartis sur six étages lors de son ouverture et possédait entre autres une salle de karaoké (d'où était diffusée l'émission de Musique Plus Karaoclip) , une galerie d'art, un service de liste de cadeaux de mariage, un cireur de souliers, un portier, des salles d'allaitement, un carrousel et d'autres jeux dans le rayon enfant ainsi que plusieurs autres attractions. Cette succursale employait 1000 personnes et disposait de quatre restaurants : le Kouros Bar, vendant exclusivement de la vodka, le Kouros Tea Room, le Stto Sushi Bar ainsi que le Kouros Restaurant proposant des tapas ou collations méditerranéennes.
Des ventes moins soutenues que prévu causa des problèmes financiers au groupe, le magasin de Montréal fut réduit à deux étages dès 2004 ; les concessions, les restaurants, le salon de coiffure et les salons de cigare furent fermés. Les comptoirs cosmétiques et fragrances furent transférés dans le corridor du Complexe les Ailes. Après le rachat du Groupe Les Ailes par Fairweather en 2005, la nouvelle administration délaissa rapidement les marques haut de gamme pour écouler les vêtements de ses marques bon marché. En 2006, le département des cosmétiques et des fragrances a été démantelé et remplacé par des rayons de chaussures. 
La succursale montréalaise fut graduellement ainsi réduite à une superficie d'environ 7 100 mètres carrés.
En octobre 2013, le gestionnaire immobilier Ivanhoé Cambridge annonça qu'il ne souhaitait pas renouveler le bail de son principal locataire du Complexe Les Ailes. La fermeture du magasin initialement prévue pour février 2014, ne fut complétée qu'en mai 2016.

### Succursale du Mail Champlain (Brossard)
La succursale du Mail Champlain, la première de la chaîne, fut inaugurée en 1994. Le magasin de Brossard possédait un cinéma IMAX intégré ainsi qu'un ours parlant dans le rayon enfant, un pianiste et un restaurant. Elle occupait deux étages et possédait aussi un café Brûlerie-les-Ailes. 
La fermeture éventuelle de cette succursale est annoncée en mars 2014
À l'été 2017, la succursale du Mail Champlain quitte son grand local et déménage dans un local plus petit, non loin de son ancien local. Le magasin change de nom pour G.L.A.M. (Groupe Les Ailes de la Mode).

### Succursale du Carrefour Laval
À la fermeture de la quincaillerie Pascal, en 1996, le Carrefour Laval situé à Laval offre un local de 60 000 pi2 (5 574 m2) aux Ailes de la Mode. Cependant, depuis 2007, le centre commercial entreprend des procédures juridiques pour évincer ce locataire qu'il trouve gênant pour son image et peu rentable. En effet, depuis sa vente en 2005 à Fairweather, Les Ailes de la Mode est passé d'un magasin de luxe à un magasin de liquidation bas de gamme. Le bail n'a pas été renouvelé à son échéance et la succursale a fermé définitivement ses portes le 21 février 2011, et a été remplacé en 2012 par un Crate & Barrel.

### Succursale de Sainte-Foy
La succursale de Québec, au centre commercial Place Sainte-Foy, était la seconde de la chaîne. Les Ailes de la Mode avait signé un contrat avec la défunte boutique Pegabo, du groupe Aldo, pour l'implantation d'une de ses boutiques dans la succursale de Québec. Les restaurants La Brûlerie-Les-Ailes et Côté Jardin s'y trouvaient. Il y avait dans le rayon enfant un parc à jeux et un mini-cinéma. Un stationnement souterrain a une entrée directe dans le magasin. En décembre, chaque succursale des Ailes possédait son propre rayon de Noël et avait un Royaume du Père Noël où ce dernier venait rencontrer les enfants.
À la suite de sa vente à Fairweather en 2005, le magasin ne vendait plus de marques de luxe et son image en fut affectée. On retrouvait dès lors que des vêtements et produits bas de gamme, et plus aucun service mentionné précédemment n'était offert. Plus tard, le deuxième étage fut fermé au public, ainsi que de multiples sections au premier étage. 
En automne 2013, la boutique adjacente à la Brûlerie-Les-Ailes dont Les Ailes se servaient comme boutique estivale fut remplacée par un magasin Limité. Ce dernier était également une division de Fairweather, mais est opéré séparément.
La fermeture éventuelle de cette succursale est annoncée en mars 2014. Le magasin ferma définitivement le 25 février 2015. L'aile qu'il occupait est en cours de réaménagent.

### Succursales fermées
- Bayshore Shopping Centre en banlieue d'Ottawa (2001 à 2003)
- Carrefour Laval (1996 à 2011)
- Place du Saguenay à Chicoutimi (Entrepôt, fermé en 2009)
- Place Fleur de Lys à Québec (Entrepôt, fermé en 2011)
- Place Sainte-Foy à Québec (fermé le 25 février 2015)
- Carrefour Trois-Rivières Ouest (Entrepôt)

### Les Ailes Express
En 2005, le groupe Fairweather créa un bannière de vêtements pour hommes et femmes offrant la même marchandise que les boutiques Les Ailes de la Mode et Fairweather I&F. Des Ailes de la Mode qui étaient dans des centres commerciaux de moyennes à grande taille et qui ne possédait pas de grand magasin Les Ailes de la Mode. La majorité des succursales se trouvent dans la grande région de Montréal dans des centres commerciaux. Ils sont de plus petites tailles que les grands magasins. Les sacs donnés lors d'un achat était les mêmes que ceux des Ailes de la Mode. En 2010, I&F changea de nom pour GLAM (Groupe Les Ailes de la Mode). En 2011, le nom fut encore rechangé cette fois-ci pour Les Ailes Express. Le logo est le même que celui des grands magasins mais avec l'ajout de Express en dessous.

### Entrepôt
Deux succursales entrepôt au Carrefour Trois-Rivières Ouest  à Trois-Rivières et à Place du Saguenay à Chicoutimi ont fermé leurs portes en 2009; celle de Québec au centre commercial Place Fleur-de-Lys a fermé en 2011. 
Le groupe a ouvert deux nouvelles succursales entrepôt, en 2011 au Faubourg de l'Île à Pincourt et aux Galeries de la Canardière à Québec.

## Projets annulés
Avant leurs problèmes financiers, les Ailes de la Mode avaient prévu d'ouvrir plusieurs autres succursales. Au Fairview Pointe-Claire de Pointe-Claire près de Montréal, il était censé occuper l'ancien local de Sears qui a déménagé dans l'ancien local de Eaton. Le projet fut mis sur la glace alors même que les travaux avaient largement été commencés. Le projet avait été annoncé en juillet 2001. La succursale devait occuper 95 000 pi2 (8 826 m2) et créer 375 emplois. Elle devait ouvrir en août 2002 face à l'Autoroute 40 (autoroute Transcanadienne) .
Une succursale devait ouvrir en décembre 2005 au Marché central de Montréal, mais le projet a été annulé dès l'apparition des problèmes financiers. L'entreprise comptait s'attaquer vers 2003 ou 2004 au marché torontois puis à celui de Vancouver, et par la suite à ceux du reste du Canada puis des États-Unis . L'entreprise connaissait une croissance fulgurante jusqu'à l'ouverture de sa succursale au centre-ville de Montréal qui entraina de lourds problèmes financiers. Il devait aussi y avoir une succursale au centre commercial Lac-Mirabel, mais le projet du centre a été annulé.